# Fabrizio II Carafa
Pour les articles homonymes, voir Carafa.
Pour les autres membres de la famille, voir Famille Carafa.
Fabrizio II Carafa († 16 octobre 1590) était duc d'Andria (Italie) et comte de Ruvo (Italie).

## Biographie
Fabrizio II Carafa succéda comme duc d'Andria et comte de Ruvo à Vincenzo Carafa, qui participa, en 1571 à la bataille de Lépante et avait lui-même succédé à son frère Antonio Carafa et à leur père Fabrizio Carafa, comte de Ruvo et parent du pape Paul IV. C'est lui qui avait racheté la ville d'Andria en 1552 à Fernando Consalvo II di Cordova, neveu du « Grand capitaine » Consalvo di Cordova, qui avait lui-même reçu la ville lors de la conquête du royaume de Naples par le roi d'Espagne Ferdinand le Catholique en 1504.
On doit à Fabrizio II Carafa la construction du couvent des Bénédictins ainsi que de la basilique de Santa Maria dei Miracoli, décidée à la suite de la découverte, en 1576, d'une icône miraculeuse.
Sa mort est liée à la figure hors-normes du compositeur Carlo Gesualdo, prince de Venosa. Celui-ci surprit Fabrizio Carafa et sa femme Maria d'Avalos en flagrant délit d'adultère. Il tua ou fit tuer son épouse ainsi que Fabrizzio Carafa. Cette histoire tragique a donné lieu, à la fin du XXe siècle, à un opéra du compositeur italien Salvatore Sciarrino, La terribile e spaventosa storia del Principe di Venosa e della bella Maria (« La terrible et effrayante histoire du Prince de Venosa et de la belle Maria »), composé en 1999 pour l'opéra de marionnettes sicilien.